# SkyShowtime
SkyShowtime es un servicio europeo de vídeo bajo demanda en streaming, de propiedad conjunta entre Comcast y Paramount Global. El servicio se lanzó el 20 de septiembre de 2022. Sus contenidos son producciones de Universal, DreamWorks, Sky, Nickelodeon, Showtime y Paramount Pictures, contando también con contenido original del streaming, concretamente de Peacock y Paramount+.

## Historia
El 18 de agosto de 2021, Comcast y Paramount Global anunciaron la formación de una empresa conjunta para lanzar un nuevo servicio de streaming bajo demanda que estaría disponible en más de 20 mercados europeos que abarcan 90 millones de hogares, incluidos mercados clave como España, Polonia, Portugal, Países Bajos y los países nórdicos. SkyShowtime se estructuró con inversión equitativa y control conjunto de Paramount Global y Comcast.
El 11 de enero de 2022, Monty Sarhan fue nombrado CEO de SkyShowtime.
El servicio se lanzó en los países nórdicos el 20 de septiembre de 2022, donde reemplazó al Paramount+ operado anteriormente. Llegó a Países Bajos y Portugal el 25 de octubre de 2022. El 14 de diciembre de 2022, SkyShowtime se lanzó en Bosnia y Herzegovina, Bulgaria, Eslovenia, Serbia, Croacia, Montenegro y Kosovo. SkyShowtime se lanzó el 14 de febrero de 2023 en el resto de Europa Central y del Este (incluidas Hungría y Polonia, donde reemplazó el servicio SVOD operado anteriormente de Paramount+, conocido como Paramount Play en Polonia). Finalizó su despliegue con su lanzamiento en España y Andorra el 28 de febrero de 2023, incorporándose posteriormente sus contenidos como parte de los paquetes con precios más elevados  del operador de televisión español Movistar Plus+ a principios de 2024.
El 10 de enero de 2023, SkyShowtime anunció la adquisición de 21 series con guión original de HBO Max producidas en Europa que se desarrollaron inicialmente para la plataforma de streaming y los canales de televisión de HBO en los países nórdicos, España y Europa Central y del Este. En total, las series adquiridas suman más de 150 horas de programación original local. La programación estuvo disponible después de que Warner Bros. Discovery, como parte de su reestructuración posterior a la fusión, decidiera dejar de producir contenido original en los países nórdicos, Europa central y oriental y los Países Bajos. La mayoría de las series ya estaban en producción o ya habían sido terminadas. Nuevos programas que nunca se habían estrenado en HBO formaron parte del acuerdo y fueron catalogados como SkyShowtime Originals, incluidos ID (Finlandia y Suecia), The Winner (Chequia y Eslovaquia) y Warszawianka (Polonia). SkyShowtime también estrenará la segunda temporada de Por H o Por B (España), cuya primera temporada también estaría en el servicio. En su primer año, SkyShowtime estrenó diez series originales, incluidas cuatro adquiridas como parte del acuerdo con HBO.
Además del servicio de streaming, SkyShowtime también cuenta con canales de televisión lineal en algunas de las regiones donde el servicio está disponible. En los países nórdicos están disponibles dos canales, heredados de Paramount+, un canal lineal lanzado en España el 15 de enero de 2024, exclusivo del operador de televisión español Movistar Plus+ y dos canales en Rumania lanzados el 25 de abril de 2024 exclusivos de Digi.
El 16 de febrero de 2024, se anunció que SkyShowtime vería un aumento de precio el 23 de abril en todos sus territorios excepto en Polonia, así como en el mismo día se lanzaría una versión de nivel publicitario, cuyo precio se reduciría o se mantendría, en comparación con el valor original del servicio, dependiendo de la región.
El 8 de octubre de 2024, se anunció que se implementaría un nuevo nivel con el nombre SkyShowtime Premium el 29 de octubre en todos los territorios. Este nuevo nivel permitiría más descargas para ver sin conexión, más transmisiones simultáneas y la posibilidad de ver contenido en 4K.

## Contenido
Cuenta con las ficciones de la franquicia Ley y Orden, series del sello Showtime como American Gigolo, y las producciones con el sello de Taylor Sheridan para Paramount Network y Paramount+ como Yellowstone, Tulsa King, Bosé y Frasier entre otras.
En lo que respecta a cine, el servicio incluye películas de Paramount Pictures y Universal Pictures como Top Gun: Maverick, Jurassic World Dominion, Minions: El origen de Gru, El hombre del norte, Canta 2, Trolls 2: Gira Mundial, Sonic 2. La película, La ciudad perdida, Downton Abbey: Una nueva era, ¡Nop!, Belfast, Ambulance: Plan de huida y Los tipos malos.
- Además incluye todos los contenidos producidos o distribuidos por:
  - Paramount Pictures
  - Universal Pictures
  - United International Pictures
  - DreamWorks
  - Nickelodeon
  - Showtime
  - Sky Studios
  - Viacom
  - CBS
  - Algunas películas, series, documentales, etcétera de otras productoras y distribuidor al margen de estas.

## Disponibilidad
| Fecha de lanzamiento     | País                |
| ------------------------ | ------------------- |
| 20 de septiembre de 2022 | Dinamarca           |
| 20 de septiembre de 2022 | Finlandia           |
| 20 de septiembre de 2022 | Noruega             |
| 20 de septiembre de 2022 | Suecia              |
| 25 de octubre de 2022    | Países Bajos        |
| 25 de octubre de 2022    | Portugal            |
| 14 de diciembre de 2022  |                     |
| Bosnia y Herzegovina     |                     |
| Bulgaria                 |                     |
| Croacia                  |                     |
| Eslovenia                |                     |
| Montenegro               |                     |
| Serbia                   |                     |
| 14 de febrero de 2023    | Eslovaquia          |
| 14 de febrero de 2023    | Hungría             |
| 14 de febrero de 2023    | Kosovo              |
| 14 de febrero de 2023    | Macedonia del Norte |
| 14 de febrero de 2023    | Polonia             |
| 14 de febrero de 2023    | República Checa     |
| 14 de febrero de 2023    | Rumania             |
| 14 de febrero de 2023    | Albania             |
| 28 de febrero de 2023    | España              |
| 28 de febrero de 2023    | Andorra             |